# Filip Turek (výtvarník)
Filip Turek (* 5. ledna 1968 Cheb) je český výtvarník, konceptuální umělec, performer a grafický designér. 

## Životopis
Dětství prožil v Chebu a Mariánských Lázních, poté se přestěhoval do Prahy.
V letech 1982–1986 vystudoval Střední výtvarnou školu Václava Hollara, poté studoval rok dějiny umění na Filosofické fakultě Masarykovy univerzity v Brně a následně v letech 1987–1993 Akademii výtvarných umění v Praze v ateliéru Milana Knížáka a Aleše Veselého. Na podzim 1999 čerpal tvůrčí stipendium v Egon Schiele International Art Centre v Českém Krumlově. 

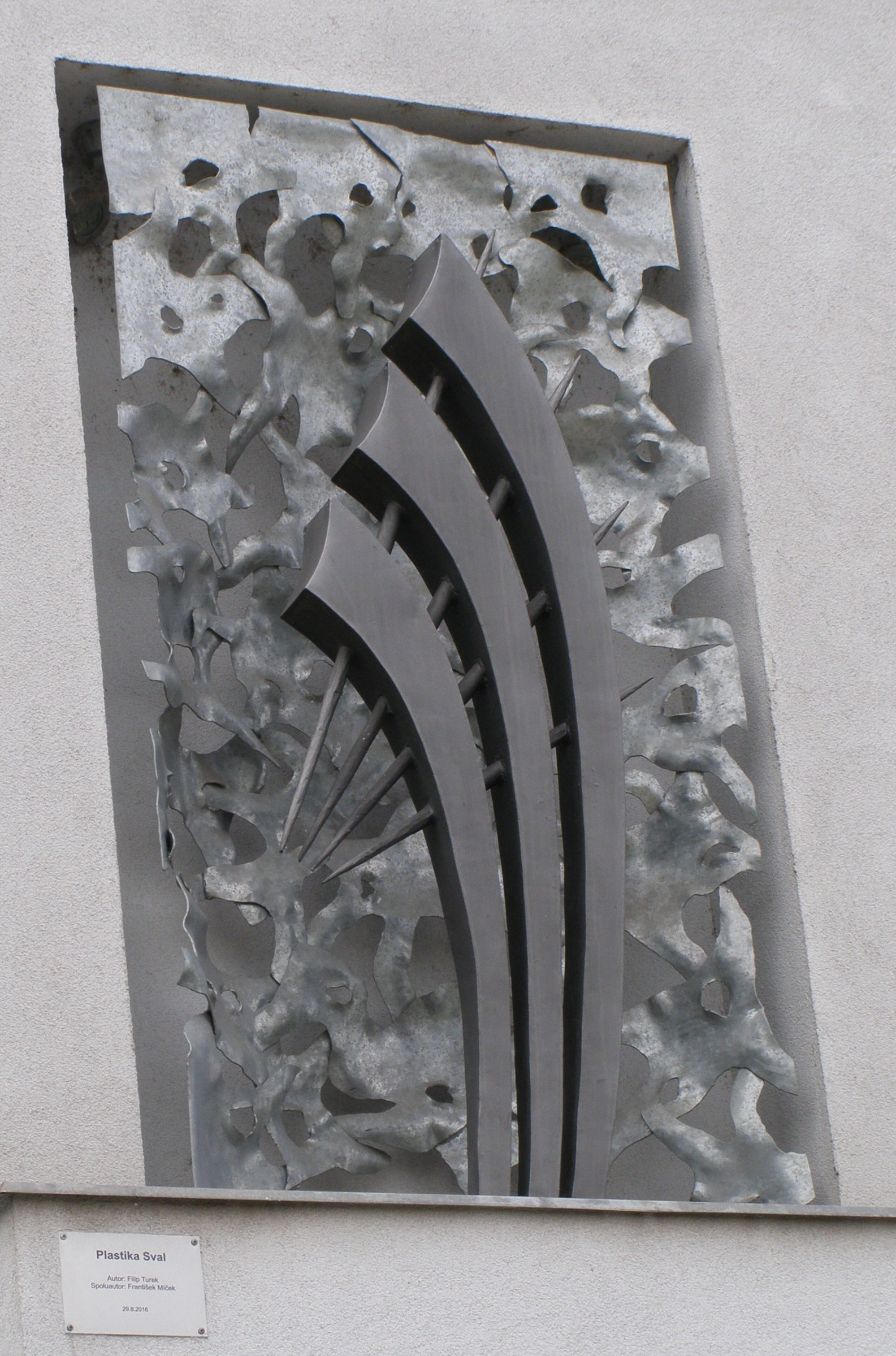
Plastika Sval na fasádě domu na adrese: Křížová 3332/39, 150 00 Praha 5 - Smíchov

Ve volné tvorbě jsou jeho doménou instalace a performance. V užitém umění dal grafickou tvář vybraným pořadům televize Nova a později České televize, například kutilskému seriálu Rady ptáka Loskutáka, detektivnímu seriálu Rapl, reality show Dovolená v éře páry a Dovolená v protektorátu, filmům Apoštol národní zrady a Úhoři mají nabito. Vytvořil výrazná loga například Horydoly.cz, Evolve, Milujeme čtyřku a Po jedné stopě.
Jeho otec je spisovatel Jiří Turek, druhou manželkou byla básnířka Věra Chase, bratr je novinář Jakub Turek, syn překladatel Matouš Turek a synovec Ondřej Turek.

## Výstavy

### Samostatné výstavy (výběr)
- 1994 – Z dějin Umění: O cenu J. Chalupeckého, Galerie MXM, Praha
- 1996 – Sladké tajemství, Galerie U dobrého pastýře, Brno
- 1998 – Josef Sudek Revisited – Photoshop Remix, Galerie 761, Ostrava
- 2001 – Fünf Minuten mit Chloroform, Galerie Jelení, Praha[7]
- 2008 – Kryptonormal, Tranzitdisplay, Praha[8]
- 2009 – Quasikryptonormal, Šternberk, Galerie Šternberk[9]
- 2011 – V práci, doma, venku, A.M.180, Praha[10]
- 2013 – Přídělový systém, DOX, Praha[11]
- 2015 – Díry v abstrakci a jiné příběhy, Měsíc ve dne, České Budějovice[12]
- 2016 – Funkce a styl, Galerie 2017, Praha[13]

### Společné výstavy (výběr)
- 1989 – Konfrontace VI, Svárov
- 1990 – People to People / Totalitní zóna, Stalinův pomník, Praha
- 1990 – Art Party, Rock Cafe, Praha
- 1991 – Výstava studentů AVU – ateliér prof. Knížáka, Kulturní středisko Blatiny, Praha
- 1991 – Art Party II, Paraplu Fabrieken, Nijmegen
- 1991 – Nová jména, Galerie Václava Špály, Praha
- 1991 – Výstava Akademie výtvarných umění, Palác U Hybernů, Praha
- 1992 – Objekty a inštalácie, Považská galeria umenia, Žilina
- 1992 – Kontakte '92, Museum Ostdeutsche Galerie, Řezno
- 1992 – Její bratr, jeho manžel, Galerie Václava Špály, Praha
- 1992 – Od Ezopa k Mauglímu, Galerie Václava Špály, Praha
- 1992 – Slovaques et Tcheques, Galerie Jojo Maegh, Paříž
- 1992 – Prague, Bratislava, D'une génération l'autre, Musée d'Art moderne de la Ville de Paris, Paříž
- 1992 – Sirup, Pasinger Fabrik, Mnichov
- 1992 – Výstava, Galerie MXM, Praha, Petr Lysáček, Michal Nesázal, Petr Písařík, Filip Turek
- 1993 – Jako ženy, Galerie Nová síň, Praha
- 1994 – Jinde a v čase, Státní galerie Náchod, Náchod
- 1994 – Hybernatus, Galerie Akademie výtvarných umění, Praha, Štěpánka Šimlová, Ivan Vosecký, Trixi Weis, Filip Turek
- 1994 – Výstava, Galerie Obecní dům, Praha
- 1995 – Selfmade, Grazer Kunstverein, Štýrský Hradec, Véronique Elena, Rachel Evans, Mariko Mori, Steven Pipin, Jason Rhoades, Barbara Visser, Filip Turek
- 1996 – Sladké tajemství, U dobrého pastýře, Brno[14]
- 1996 – Mrkačka, Galerie MXM, Praha
- 1997 – Mrtvé duše, Galerie Nová síň, Praha
- 1998 – To není možný, Galerie MXM, Praha, Petr Písařík, Vilém Kabzan, Vladimír Skrepl, Petr Pavlík, Jakub Španihel, Filip Turek
- 1998 – Harmonie 98, Galerie Václava Špály, Praha
- 1998 – Snížený rozpočet, Galerie Mánes, Praha
- 1999 – CZ99 – Devadesátá léta, Artlab, Praha, Jan Kadlec, Jiří David, Filip Turek
- 2008 – IN/visible, Olomouc
- 2010 – 4+4 dny v pohybu, Desfourský palác, Praha
- 2011 – Krajská galerie výtvarného umění Zlín, Nový Zlínský salón, Zlín[15]
- 2017 – Jak to vlastně bylo, U dobrého pastýře, Brno[16]
- 2019 – Monolog kominíka ve městě bez komínů, Nevan Contempo, Praha[17]
- 2020 – Vykladači světa, Villa Pellé, Praha[18]